# Rider técnico
Un rider (término de origen inglés) o rider técnico es un documento del ámbito musical, de teatro o espectáculos en general, en el que se detallan las necesidades técnicas de un artista, banda o compañía para realizar adecuadamente su espectáculo, y que la sala o empresa promotora del acto debe poner a su disposición. El rider, una vez en manos del promotor o responsable de la sala, le permite valorar si dispone del equipo y personal adecuado y/o seleccionar una empresa de backline o alquiler de material de espectáculos que le pueda satisfacer esas demandas dentro de un presupuesto limitado. Es por ello que el rider debe, al mismo tiempo, adaptarse a las características del evento y ser coherente (un rider no es una carta de los reyes).
El rider, por tanto, debe ser lo más detallado y organizado posible, incluyendo qué material lleva el propio artista, marcas y material de preferencia, micrófonos, tipo de iluminación, planta de escenario, demandas de alojamiento y cáterin, etc.
Como es lógico, el rider debe ser enviado antes de confirmar evento alguno, y con suficiente antelación para que las partes implicadas tengan capacidad de maniobra.

## Partes de un rider
Generalmente, el rider se divide en varias secciones, aunque éstas pueden variar en función de cada artista y situación.

### Portada
Nombre de la banda, fecha y nomenclatura que identifique que el documento se trata de un rider técnico.

### Sumario
Índice de las secciones que componen el rider y su número de página para facilitar la consulta.

### Personal
- Artistas/músicos.
- Miembros del equipo técnico (técnicos de P.A. y monitores, mánager, roadie, fotógrafo…).

### Prueba de sonido
Se especifica el tiempo necesario para el montaje de backline y prueba de sonido de la banda.

### Escenario
Medidas escenario, número y medidas de tarimas, telón de fondo, proyector, alfombra batería, etc.

### Sistema de P.A/F.O.H.
- Modelo y características del sistema de P.A./F.O.H. (configuración de altavoces, nivel de SPL que se exige…).
- Modelo y características de mesa de mezclas (analógica o digital, número de canales…).
- Procesadores (Eq. Gráficos, compresores…).
- Ubicación del espacio dedicado al técnico de P.A./F.O.H.

### Sistema de monitores
- Modelo y características del sistema de monitores (configuración y tipo de monitores, número de monitores…).
- Modelo y características de mesa de mezclas (analógica o digital, número de canales…).
- Procesadores (Eq. Gráficos, compresores…).
- Ubicación del espacio dedicado al técnico de monitores.

### Backline
En este apartado se especifica el backline que trae la banda y el que debe proporcionar el promotor del evento.
El backline incluye los instrumentos, amplificadores, micrófonos, monitores… y todo el material técnico que se va a emplear en el escenario durante el evento.

### Microfonía y patch

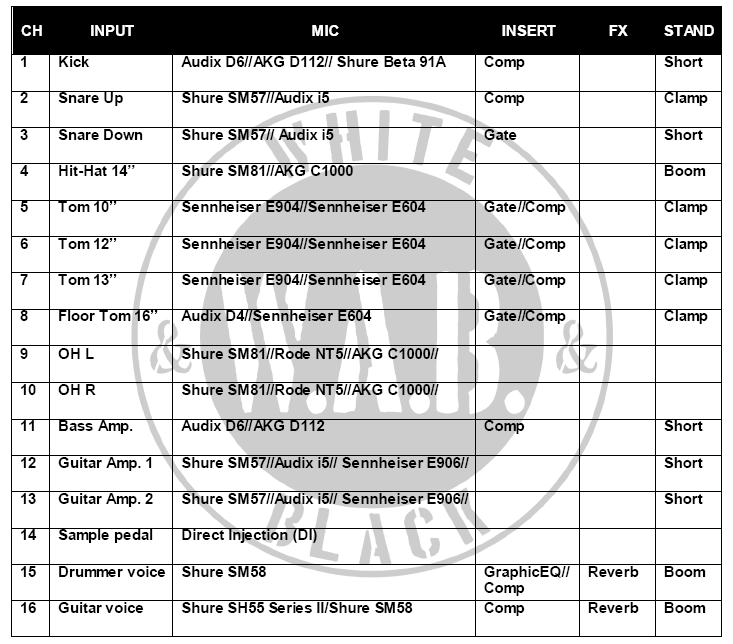
Tabla de Patch de la banda The W.A.B.

Se suele presentar en forma de tabla y se compone de:
- Canal (Channel): número de canales necesarios en la mesa y su orden.
- Entrada (Input): fuente sonora asociada a canal correspondiente.
- Micrófono (Mic.): modelo de micrófono.
- Inserto (Insert): tipo de inserto aplicado a canal correspondiente (compresión, puerta de ruido…).
- Efectos (FX): tipo de efecto aplicado a canal correspondiente (reverb, delay...).
- Soporte (Stand): tipo de soporte de micrófono (grande, pequeño, de jirafa, de pinza…).

### Envíos a monitores
Se especifican el número de monitores asignados a cada miembro y los niveles aproximados de envíos a monitores de cada uno de ellos.

### Planta de escenario

Planta de escenario (Stage Plot) de la banda de brutal-punk The W.A.B., donde se muestra toda la disposición del backline sobre el escenario.

Conocido en inglés como Stage Plot, se trata de un plano de escenario en el que se detalla de forma visual la colocación en el escenario de los miembros, su backline, orientación y número de monitores, tomas de corriente, paso de cables, etc.

### Iluminación
Características del sistema de iluminación (tipo y número de luces, orientación, lista de canales de DMX…).

### Otras necesidades
Se detallan necesidades diversas, como alojamiento, características del camerino, pases de invitación/VIP, seguridad, cáterin, bebidas, estacionamiento, transporte, etc.

### Modificaciones cronológicas del rider
Las negociaciones de un evento pueden durar meses, tiempo durante el cual puede variar el modelo de rider. Por ello se debe especificar la fecha de publicación del rider y las distintas modificaciones cronológicas del mismo, de modo que la empresa promotora pueda asegurarse de que trabaja con la versión actualizada del rider.

### Información de contacto
Incluye información para contactar con la banda o su representante y con el personal técnico.

## El Contra-Rider
En ocasiones, la empresa promotora no puede satisfacer todas las peticiones que el artista solicita en el rider principal, pero dispone de alternativas. En este caso, se elabora un Contra-Rider en el que al artista se le presentan unas alternativas de backline. En este punto, el artista debe decidir si esas alternativas le permiten llevar adelante su espectáculo, o si por el contrario debe cancelarse.
Un buen rider, por tanto, debería ser negociable y tener cierta flexibilidad.
Al mismo tiempo, si el contra-rider es elaborado por una empresa que conoce muy bien el espacio en el que se va a realizar el evento, puede aportar alternativas de backline más adecuadas a ese espacio en particular.

## Plataformas de creación de riders[3]
Aunque el rider puede elaborarse con diversas plataformas como Photoshop, Illustrator, o incluso a mano, existen diversas aplicaciones dedicadas a tal cometido. Algunas de ellas son:
- Musicotec.[4]
- Stage Plot Guru.[5]
- StagePlot Designer.
- StagePlot Pro.[6]